# Dasyprocta mexicana
Dasyprocta mexicana là một loài động vật có vú trong họ Dasyproctidae, bộ Gặm nhấm. Loài này được Saussure mô tả năm 1860.